# 1812 w literaturze

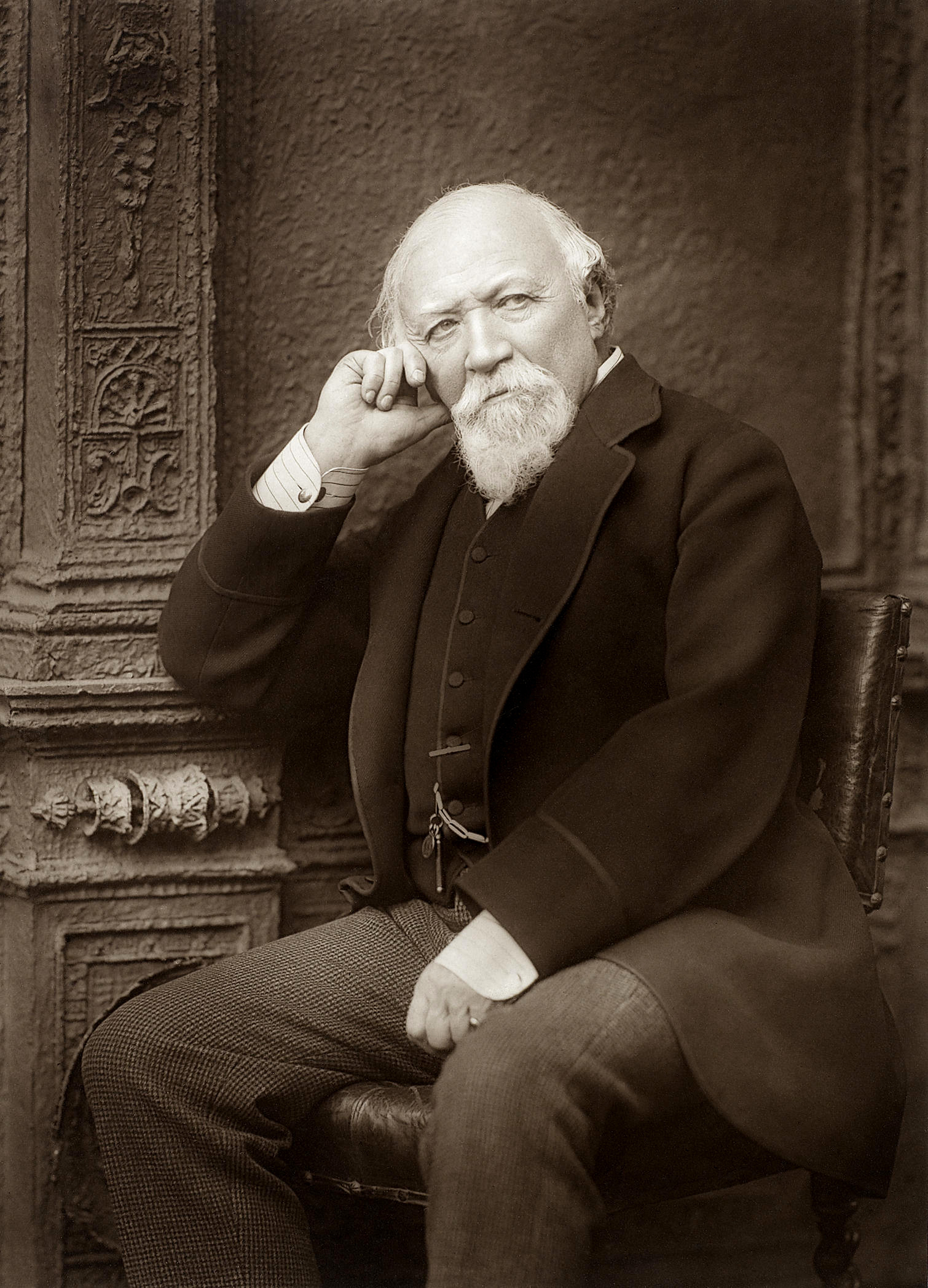
Herbert Rose Barraud, Portret Roberta Browninga

Wydarzenia literackie w 1812 roku.

## Nowe książki
- polskie
- zagraniczne
  - Wilhelm Karl Grimm i Jacob Ludwig Karl Grimm – Baśnie (Kinder- und Hausmärchen) - tom 1

## Urodzili się
- 7 lutego – Charles Dickens, angielski powieściopisarz (zm. 1870)
- 19 lutego – Zygmunt Krasiński, polski arystokrata, poeta i dramaturg[1].
- 31 marca – Thomas Gold Appleton, amerykański poeta (zm. 1884)
- 7 maja – Robert Browning, angielski poeta[2][3].
- 12 maja – Edward Lear, angielski poeta[4].
- Theodora Elizabeth Lynch, angielska pisarka[5].